# Filippo Maria Guidi
Filippo Maria Guidi OP (Bolonha, 18 de julho de 1815 – Roma, 27 de fevereiro de 1879) foi Arcebispo de Bolonha , mais tarde Cardeal da Cúria da Igreja Católica Romana .

## vida
Filippo Maria Guidi entrou para a Ordem Dominicana em 1834, obteve o grau de mestre em teologia e foi posteriormente ordenado sacerdote. Ele primeiro ensinou teologia e filosofia em Viterbo antes de ir para Roma em 1851, onde trabalhou como professor de teologia. De 1857 a 1863 Guidi ocupou o mesmo cargo na Universidade de Viena.
Papa Pio IX tomou-o no consistório de 16 de março de 1863 como cardeal-sacerdote de San Sisto no Colégio dos Cardeais. Em 21 de dezembro do mesmo ano, nomeou o cardeal Guidi arcebispo de Bolonha. O Papa o consagrou pessoalmente como bispo em 17 de janeiro de 1864; Os co-consagradores foram o posterior cardeal Gustav Adolf zu Hohenlohe-Schillingsfürst , na época grande esmoler papal , e o bispo da Cúria François Marinelli. Devido à tensa situação política, ele não pôde visitar sua cidade natal de Bolonha uma vez durante seu mandato e deixou a maior parte dos negócios oficiais para seu vigário geral . De 1869 a 1870, o Cardeal Guidi participou do Concílio Vaticano I como Padre Conciliar, no qual a infalibilidade papal foi declarada dogma. O próprio Cardeal Guidi se opôs à declaração de infalibilidade e foi um dos porta-vozes da minoria de oposição no Concílio.  Em 12 de novembro de 1871, renunciou ao cargo de Arcebispo de Bolonha para trabalhar na Cúria. Em 29 de julho de 1872, Pio IX o ressuscitou. ao Cardeal Bispo de Frascati, mantendo sua igreja titular em comenda até 1877. Em setembro do mesmo ano tornou-se chefe da Congregação para os Assuntos Eclesiásticos da Secretaria de Estado da Santa Sé. O Cardeal Guidi participou do conclave de 1878 que elegeu o Papa Leão XIII.
Filippo Maria Guidi morreu em fevereiro do ano seguinte e foi sepultado na capela dominicana do cemitério romano de Campo Verano .

## Link externo
- Sylwetka w słowniku biograficznym kardynałów Salvadora Mirandy
- Catholic-Hierarchy